# Lathyrus cirrhosus
Lathyrus cirrhosus är en ärtväxtart som beskrevs av Nicolas Charles Seringe. Lathyrus cirrhosus ingår i släktet vialer, och familjen ärtväxter. IUCN kategoriserar arten globalt som livskraftig. Inga underarter finns listade i Catalogue of Life.